# 刘殿荣
刘殿荣，男，中華共和國政治人物，中國共產黨黨員，中國人民解放軍少將，醫生。
曾長期服役于中國人民解放軍多個衛生部門，例如解放军总医院副院长，另外曾仼江西省軍區副司令員。玉树地震中 劉將軍參加搶救行動 